# Novo Iankovo, Șumen
Novo Iankovo (în bulgară Ново Янково) este un sat în comuna Smeadovo, regiunea Șumen,  Bulgaria. 

## Demografie
Componența etnică a satului Novo Iankovo
     Bulgari (46,66%)
     Turci (52,5%)
     Nicio identificare (0,83%)
     Altele (0%)
La recensământul din 2011, populația satului Novo Iankovo era de 120 locuitori. Din punct de vedere etnic, majoritatea locuitorilor (52,5%) erau turci, cu o minoritate de bulgari (46,66%). Pentru 0,83% din locuitori nu este cunoscută apartenența etnică.